# Gustav Müller (Politiker, 1875)
Gustav Müller (* 8. August 1875 in Halberstadt; † 5. Juni 1946 in Berlin) war ein kommunistischer Politiker.

## Leben
Der Metallarbeiter Gustav Müller schloss sich 1900 der SPD an und übernahm in deren Berliner Parteiorganisation verschiedene Funktionen. Gleichzeitig besuchte er verschiedene Bildungseinrichtungen für Arbeiter. 1917 trat Müller der USPD bei, hier gehörte er zum linken Flügel, welcher sich 1920 mit der KPD zusammenschloss. 1922 wurde er Parteisekretär in der Provinz Brandenburg und leitete in der Bezirksleitung Berlin-Brandenburg der KPD die Abteilung Land.
Der Anhänger der Parteiführung um die „Linken“ Ruth Fischer und Arkadi Maslow wurde im Mai 1924 in den Reichstag und im Dezember des gleichen Jahres in den Landtag Preußens gewählt, letzterem gehörte er bis 1928 an. Nach der Absetzung Fischers und Maslows 1925 nach einer Intervention Stalins gehörte er zur Opposition gegen die neue Parteiführung um Ernst Thälmann und wurde im Mai 1927 aus der KPD ausgeschlossen. Im April 1928 wurde Müller gemeinsam mit Hugo Urbahns und Guido Heym in das Präsidium des Leninbundes gewählt.
1933 nach der „Machtübernahme“ der NSDAP wurde der für den Leninbund aktive Müller verhaftet.